# The Hellfreaks
The Hellfreaks est un groupe de punk rock hongrois, originaire de Budapest. Le groupe connait deux formations, une entre 2009 et 2014, et la seconde depuis 2015.

## Biographie

### Première formation (2009–2014)
Le groupe est formé en février 2009, mais son histoire commence en 2007, quand les fondateurs des Hellfreaks jouaient dans un groupe de surf-psycho dans lequel Freaky Tiki était le guitariste, et Shakey Sue la batteuse. En 2009, après quelques concerts et après avoir perfectionné leur musique, ils décident de se tourner vers une musique plus dynamique. Ils forment alors avec deux amis The Hellfreaks, avec lesquels ils reprennent principalement des éléments de psychobilly, de punk rock, d'horror punk et de heavy metal. Ils enregistrent leur première démo durant l'été 2009 puis participent à la fin de l'année au concours du « National Contemporary Light Music Culture » de Hongrie qui réunit et met en concurrence plus de 180 groupes hongrois. Le groupe gagne le concours ainsi que les fonds pour réaliser le vidéoclip de Boogieman, qui collectera plus de 3 000 000 vues sur YouTube (au 20 février 2016).
Le premier album Hell Sweet Hell est un succès dans le monde entier,. Après deux années de tournée, et être devenus plus expérimentés, The Hellfreaks réalisent leur second album Circus of Shame (sur CD et LP) chez Longneck Records. Ils tournent leur second vidéoclip en 2013 à Montpellier, en France, pour la chanson Godless Girl’s Fun, réalisé par Enguerran Prieu, participant au Festival du film à Cannes, cette même année. Le groupe se sépare à la fin 2014.

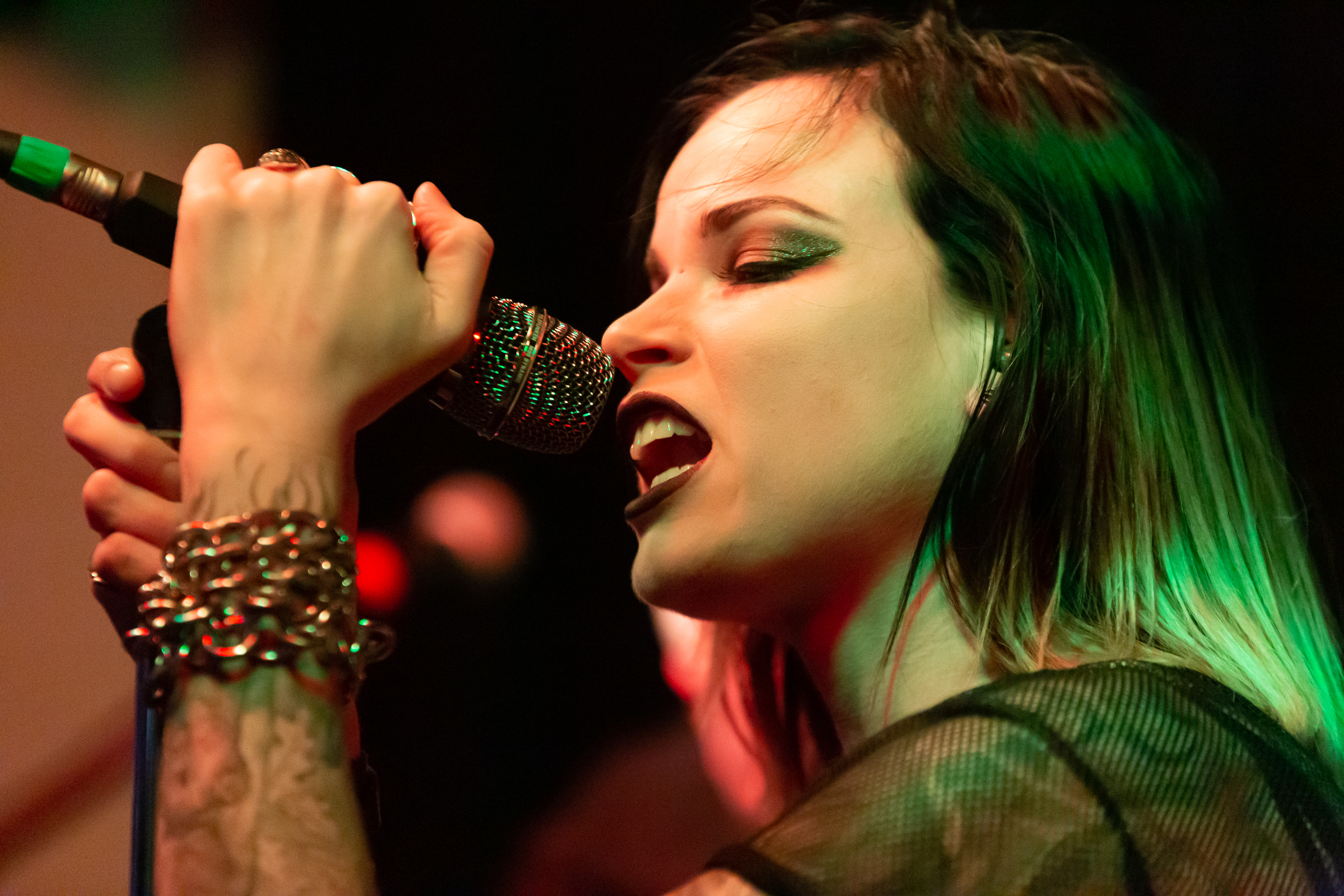
La chanteuse « Shakey Sue » lors d'un concert à Erfurt (2018).

### Seconde formation (depuis 2015)
Le groupe se reforme autour de Shakey Sue à la mi-2015 et sort l’album Astoria en juin 2016.

## Membres

### Membres actuels
- Shakey Sue - chant (depuis 2009)[6],[8]
- Korben Dallas - basse (depuis 2015)[6]
- Tomi Banhegyi - guitare (depuis 2015)[6]
- Adam Szumper - batterie (depuis 2015)[6]

### Anciens membres
- Freaky Tiki - guitare (2009-2014)
- Kevin Crime - contrebasse (2009-2014)
- Sick Rick - batterie (2009-2014)

## Discographie

### Albums studio
- 2010 : Hell Sweet Hell
- 2012 : Circus of Shame
- 2016 : Astoria[7]
- 2020 : God on the Run
- 2023 : Pitch Black Sunset

### Compilations
- 2011 : Psychomania Magazine (supplément de magazine, Allemagne)
- 2011 : Big Five Magazine #6 - Contemplation Compilation Vol. 02
- 2012 : Gothic Compilation Part LVI (supplément de magazine, Allemagne)
- 2012 : We Are Rockers: Godless Wicked Creeps Tribute Album (Longneck Records, Allemagne)
- 2012 : Klabautermann Records Sampler (Allemagne)
- 2013 : Dynamite Vol. 35 (supplément de magazine Vol. 80, 01/2013, Allemagne[9])
- 2013 : Roots! Riot! Rumble! (Wolverine Records, Allemagne)
- 2013 : Punkabilly Shakes The World Vol. 2 (Rude Runner Records, Japon)
- 2014 : Hell Sweet Hell

## Vidéos
- 2011 : Boogieman
- 2013 : Godless Girl's Fun